# La noche de los récords
La noche de los récords es un programa de televisión que reúne a participantes de todo el mundo con un objetivo común: batir un récord y entrar en el Libro Guinness World Records. El programa está presentado por Jesús Vázquez. Los jueces que dan fe y confirman el récord son Mike Janela y Chloe McCarthy. Desde el programa 8, el programa fue reubicado en la noche de los Sábados El programa pasó a la franja de late night tras hundirse en su única noche en prime time del Sábado emitiendo así sus dos últimos programas en dicha franja.

## Formato
'La noche de los récords' forma parte de un fenómeno global que ha sido emitido en más de 190 países y suma más de 1.200 horas de televisión. La marca, con más de 55.000 récords acreditados y una fuerte presencia en redes sociales, simboliza esfuerzo, inclusión y respeto por los logros individuales.
El origen del Libro Guinness se remonta a 1950, cuando Sir Hugh Beaver ideó una publicación para resolver debates sobre hechos curiosos. La primera edición comercial se lanzó en 1955 y se convirtió en el libro con derechos de autor más vendido de la historia, consolidando su lugar como autoridad mundial en récords.

## Equipo del programa

### Presentador
| Presentador   | Información               |      |
| Presentador   | Información               | 2025 |
| ------------- | ------------------------- | ---- |
| Jesús Vázquez | Presentador y periodista  |      |
| Àlex Blanquer | Presentadora y periodista |      |

### Técnico
Dirección
- Lorena Rivera

Realización
- Roberto Cenci

Productor ejecutivo
- Sonia Pérez
- Juan Ramón Gonzalo

Guion
- Cuqui Jimenez

## Temporadas y audiencias
| Temporada | Temporada | Emisiones | Estreno           | Final               | Audiencia media | Audiencia media | Audiencia media |
| Temporada | Temporada | Emisiones | Estreno           | Final               | Espectadores    | Share           |                 |
| --------- | --------- | --------- | ----------------- | ------------------- | --------------- | --------------- | --------------- |
|           | 1         | 10        | 7 de mayo de 2025 | 26 de julio de 2025 | 492 000         | 7,7%            |                 |

### Temporada 1 (2025)
| N.º Temp. | Fecha de emisión | Audiencia       |
| --------- | ---------------- | --------------- |
| 1         | 07/05/2025       | 768 000 (10,5%) |
| 2         | 14/05/2025       | 633 000 (8,8%)  |
| 3         | 21/05/2025       | 685 000 (9,8%)  |
| 4         | 28/05/2025       | 543 000 (7,8%)  |
| 5         | 04/06/2025       | 538 000 (8,6%)  |
| 6         | 11/06/2025       | 520 000 (8,6%)  |
| 7         | 18/06/2025       | 506 000 (8,7%)  |
| 8         | 12/07/2025       | 371 000 (4,9%)  |
| 9         | 19/07/2025       | 156 000 (4,3%)  |
| 10        | 26/07/2025       | 201 000 (5,3%)  |